# Heleen Hesselink
Heleen Hesselink est une joueuse néerlandaise de volley-ball née le 1er juillet 1989. Elle mesure 1,88 m et joue au poste d'attaquante.

## Clubs
| Club             | De        | À         |
| ---------------- | --------- | --------- |
| VV Albergen      |           | 2004-2005 |
| VV Set-Up'65     | 2005-2006 | 2010-2011 |
| VV Alterno       | 2011-2012 | 2013-2014 |
| VDK Gent Dames   | 2014-2015 | 2014-2015 |
| VV Alterno       | 2015-2016 | 2016-2017 |
| Dynamo Apeldoorn | 2017-2018 | ...       |

## Palmarès
- Championnat des Pays-Bas
  - Vainqueur : 2014.
- Coupe des Pays-Bas
  - Vainqueur : 2013.
- Supercoupe des Pays-Bas
  - Finaliste : 2013, 2014.